# Vincent Fernandez
Vincent Fernandez (Saint-Germain-en-Laye, 31 gennaio 1975) è un ex calciatore francese, di ruolo portiere.

## Carriera

### Nazionale
Ha partecipato alle Olimpiadi di Atlanta 1996. Tra il 1995 ed il 1996 ha giocato 5 partite con la Nazionale Under 21.

## Palmarès

### Club

#### Competizioni nazionali
- Campionato francese: 1

PSG: 1993-1994
- Coppa di Lega francese: 1

PSG: 1996-1997
- Coppa di Francia: 1

PSG: 1997-1998